# Донецька вулиця (Київ)
Доне́цька ву́лиця — вулиця в Солом'янському районі міста Києва, місцевість Чоколівка. Пролягає від Севастопольської площі до залізниці.
Прилучаються проспект Повітряних Сил, вулиці Джеймса Мейса, Левка Мацієвича, Володимира Сікевича, Керченська, Волинська та Ушинського, провулки Донецький та Очаківський.

## Історія
Вулиця виникла у 10-х роках XX століття, мала назву Чоколівська, від місцевості Чоколівка, через яку її прокладено. Однак на карті міста 1918 року показана як Кадетська. Сучасна назва — з 1952 року.
Сучасна забудова вулиці почалася у 1950-х роках. Житловий фонд представлений різноманітними типами будинків. На початку вулиці та в її кінці у 1960-х роках зводяться типові п'ятиповерхові хрущовки. Парний бік вулиці забудований переважно дво-, три- та чотириповерховими житловими сталінками 1953—1955 років. Багатоповерхівок на вулиці небагато — це № 35 (дев'ятиповерхова хрущовка), № 57-А (87 серія, 1976 р.), № 8-А (відомчий будинок Міноборони, 1987 р.) та № 37/19 (2002 р.)

## Важливі установи
- Інститут ветеринарної медицини УААН (буд. № 30)
- Державний науково-контрольний інститут біотехнології і штамів мікроорганізмів (буд. № 30)
- Загальноосвітня школа № 69 (буд. № 25)
- Школа-дитячий садок «Слов'яночка» (буд. № 13-А)